# Luis Royo
Luis Royo (Olalla, Teruel, 1954) é um artista espanhol conhecido por suas pinturas sensuais e sombrias de mulheres e formas mecânicas de vida. Produziu diversas pinturas por conta própria, assim como capas de jogos eletrônicos, CDs, revistas etc. 

## Biografia
Luis Royo um artista gótico cursou aulas de desenho, pintura e decoração em Saragoça e entre os anos de 1970 e 1979 trabalhou em um estúdio de design de decoração e interiores. A partir de 1972 se dedica a pintura e desde 1977 publica sus primeiros quadrinhos em diversos fanzines. Dedicando-se integralmente a esse tipo de produção durante a década de 80.

## Publicaçõess
- Tatoos
- Women
- Malefic
- Secrets
- III Millennium
- Dreams
- Prohibited Book
- Prohibited Book II
- Prohibited Book III
- Prohibited Sketchbook
- Evolution
- Conceptions
- Conceptions II
- Conceptions III
- Visions
- Fantastic Art
- The Labyrinth Tarot
- Subversive Beauty
- Wild Sketches I
- Dark Labyrinth
- Wild Sketches II
- Dome
- Wild Sketches III[carece de fontes?]